# Ericaphis leclanti
Ericaphis leclanti är en insektsart. Ericaphis leclanti ingår i släktet Ericaphis och familjen långrörsbladlöss. Inga underarter finns listade i Catalogue of Life.